# La Barata (la Pedra)
La Barata és una masia, actualment enrunada, del poble de la Pedra, al municipi de la Coma i la Pedra, a la Vall de Lord (Solsonès).
Està situada a la riba esquerra del Rierol de Pratformiu, al vessant de ponent de la Serra de Guixers
La primera referència documental que se n'ha trobat d'ella data del Segle XVIII amb la denominació Barata